# Sân bay quốc tế Chhatrapati Shivaji
Sân bay quốc tế Chhatrapati Shivaji (IATA: BOM, ICAO: VABB), trước đây là Sahar International Airport, là một sân bay ở Mumbai của Ấn Độ. RIAF Santacruz trước đây là một sân bay quân sự của Không lực Hoàng gia Ấn Độ trong Chiến tranh thế giới thứ hai và được giao về cho dân sự những năm 1950 sau khi Ấn Độ giành độc lập từ Anh. Diện tích sân bay khoảng 1000 mẫu, tọa lạc tại ngoại ô Santacruz và Sahar. Sân bay quốc tế Chhatrapati Shivaji là sân bay tấp nập thứ hai ở Ấn Độ, và được xếp hạng sân bay tấp nập thứ 48 trên thế giới bởi Hội đồng Sân bay quốc tế vào năm 2013. Sân bay có năm nhà ga. Sân bay này phục vụ vùng đô thị Mumbai. Tên của sân bay này được đặt theo tên của Shivaji, vị vua nổi tiếng vào thế kỷ XVII.

## Thống kê
Sân bay Mumbai bận rộn nhì Ấn Độ (sau sân bay quốc tế Delhi) và Nam Á, xếp thứ 7 thế giới về số chuyến bay nội địa tính trên mỗi tuần, phục vụ 46 hãng quốc tế và là trung tâm của các hãng: Air India, JetKonnect, SpiceJet, Jet Airways, Air Sahara, Go Air, Spice Jet, và Indigo. Trung bình sân bay này phục vụ 600 chuyến bay mỗi ngày với tổng lượng khách lên đến 17,5 triệu và 400.000 tấn hàng năm 2005. Tuyến The Mumbai-Delhi chiếm 50% số khách và doanh thu nội địa của vận tải hàng khách hàng không ở Ấn Độ với 35 chuyến bay mỗi chiều/ngày.

## Hãng hàng không và tuyến bay

### Hành khách

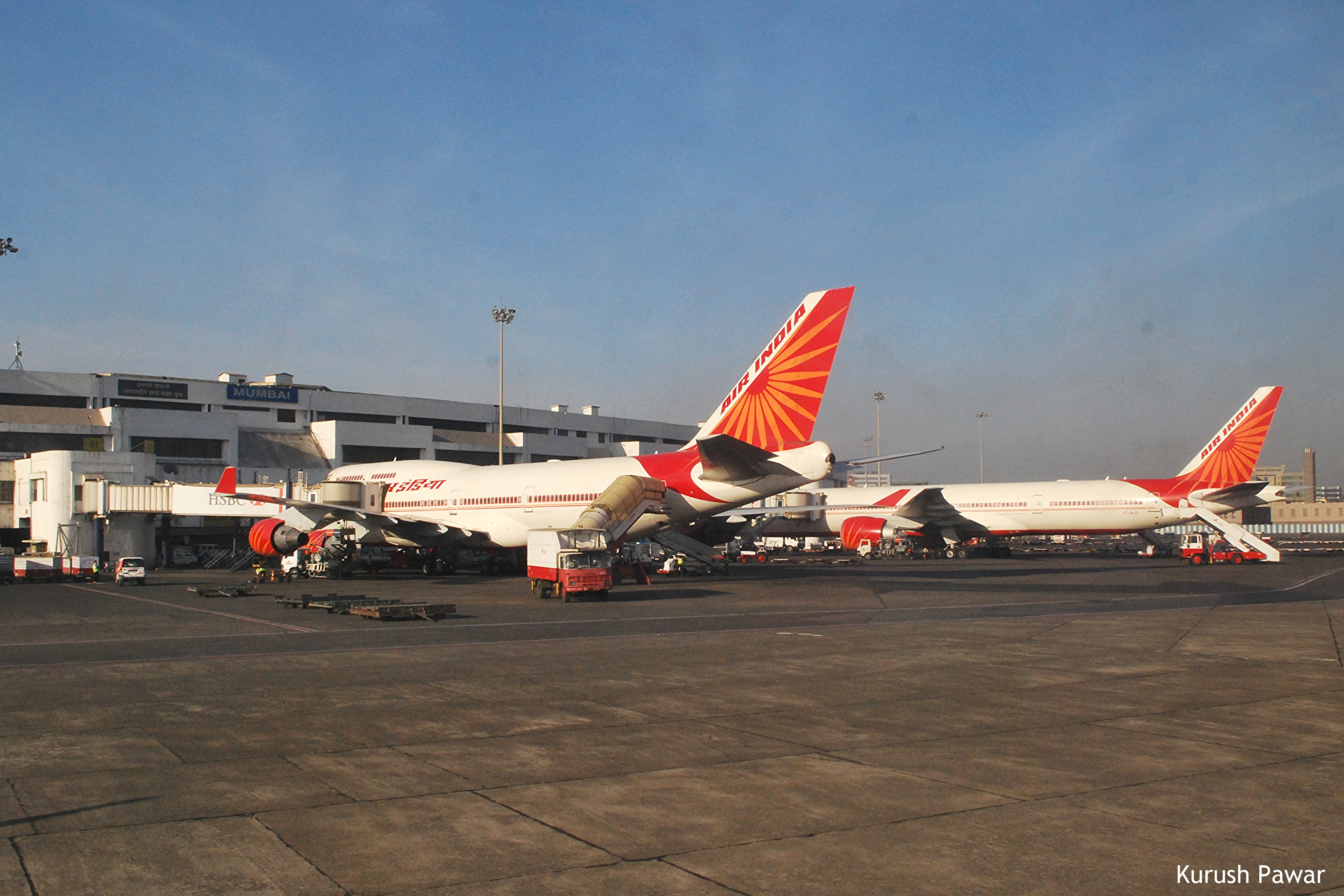
Air India Boeing 747-400 tại sân bay Mumbai

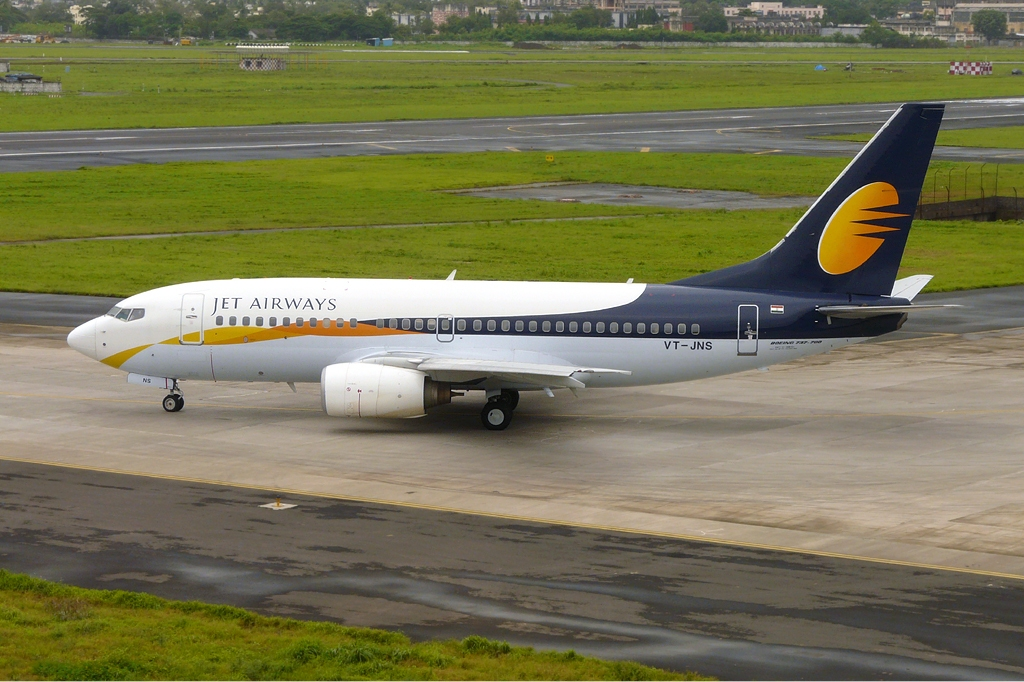
Jet Airways, hãng lớn nhất đóng ở sân bay Mumbai, Boeing 737-700

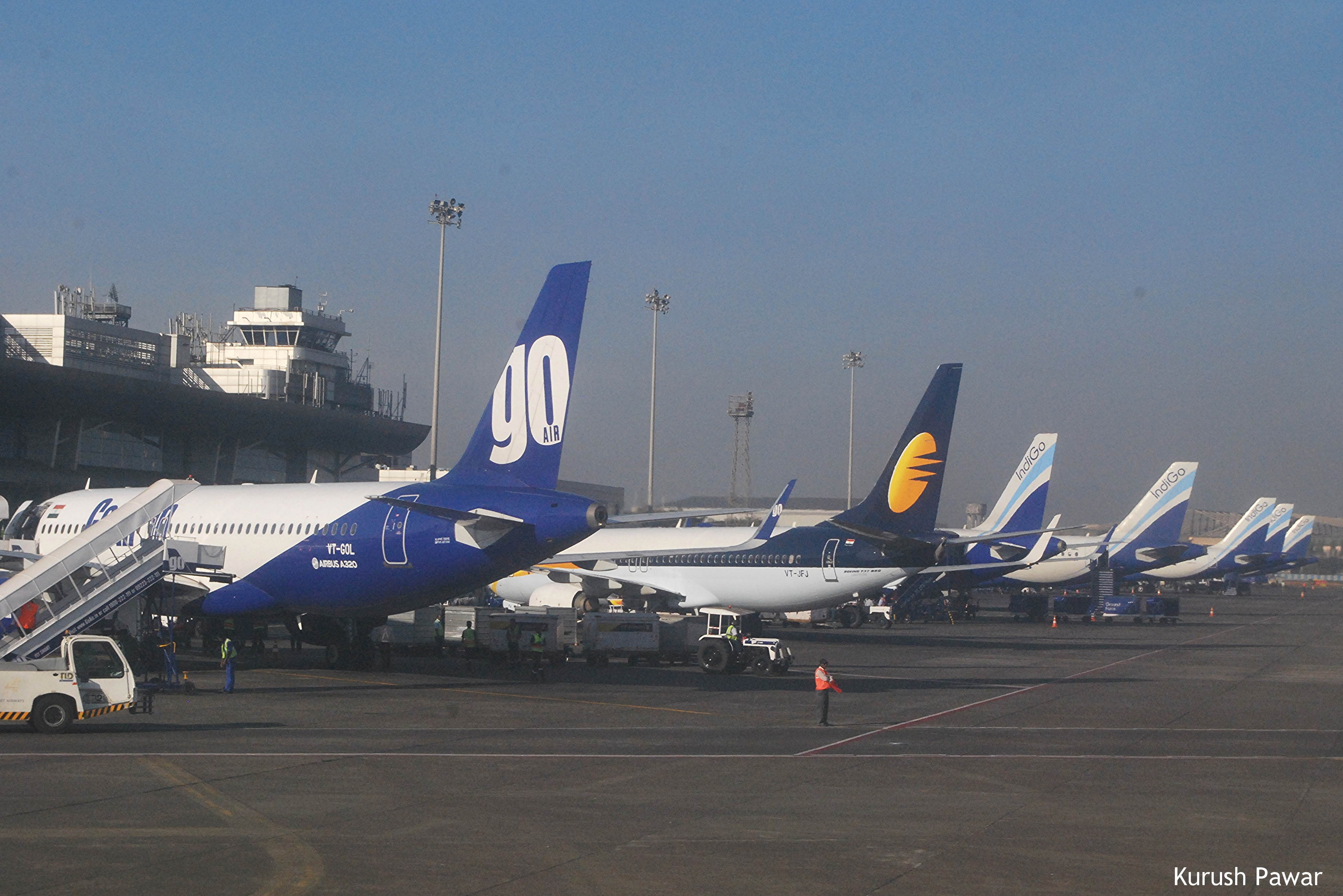
GoAir, IndiGo Airbus A320-200 tại sân bay Mumbai

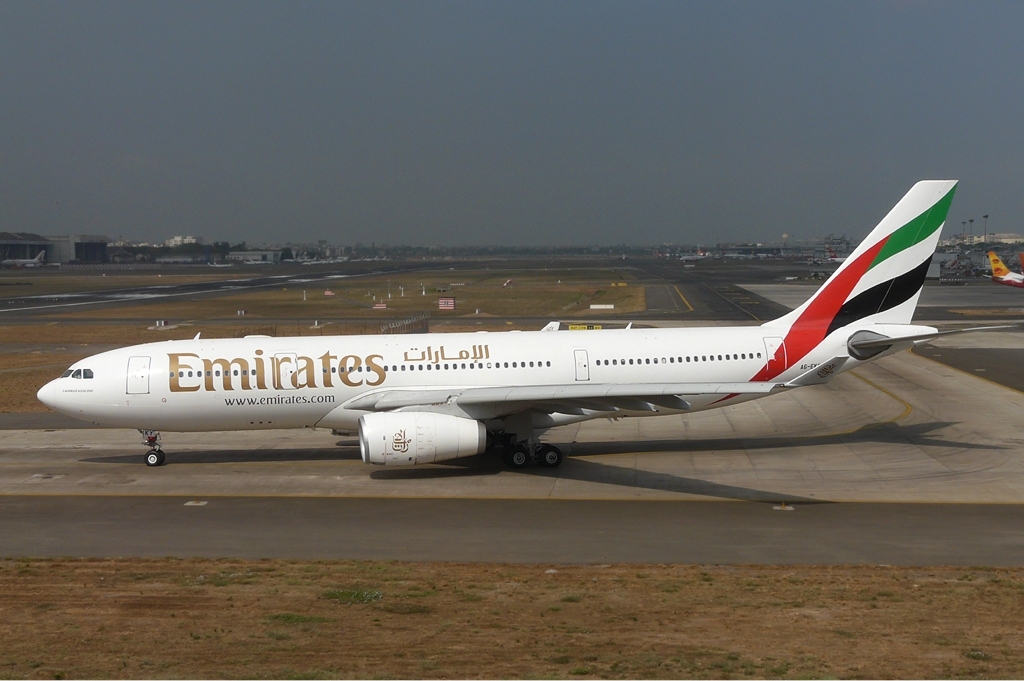
Emirates Airbus A330-200

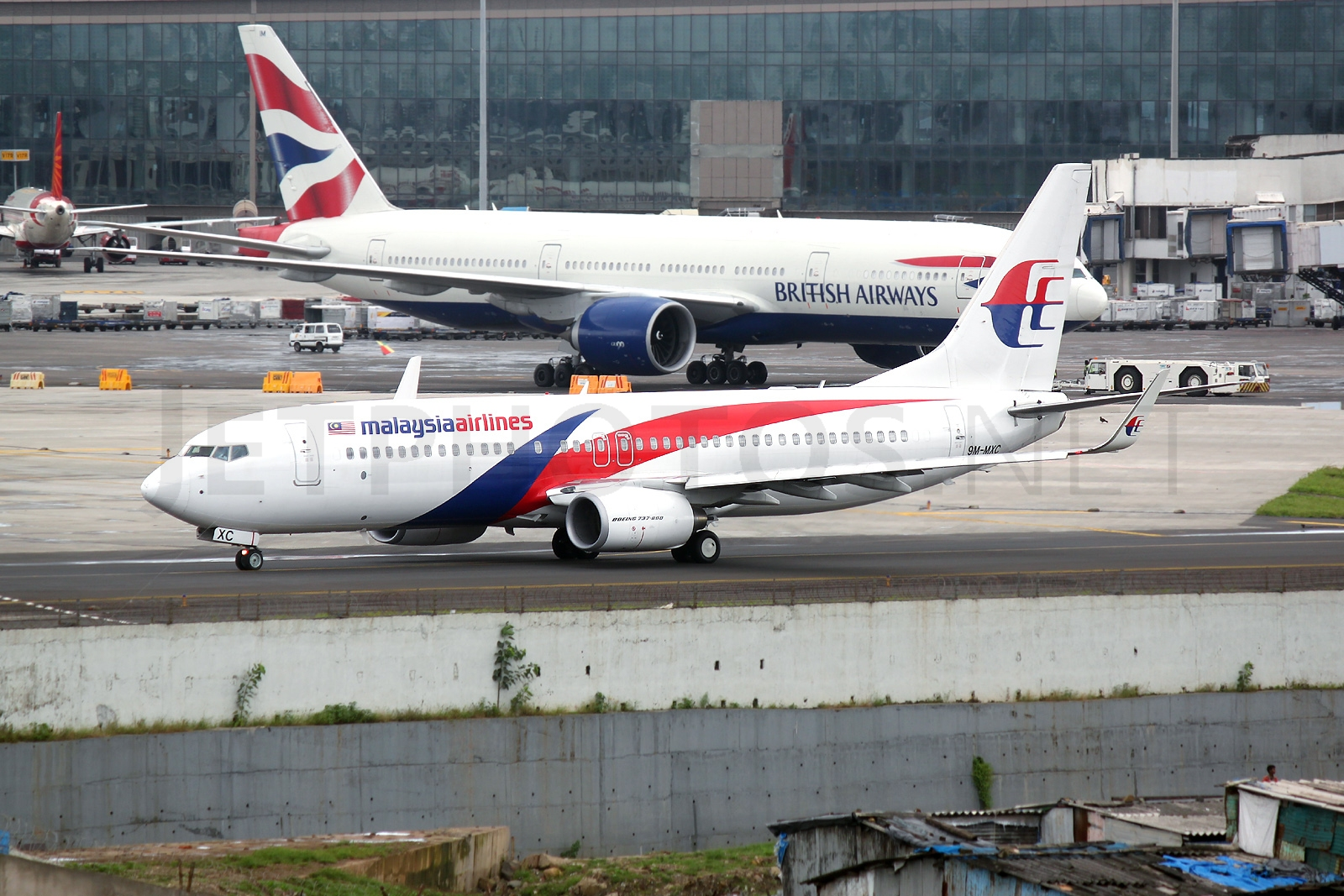
Malaysia Airlines Boeing 737

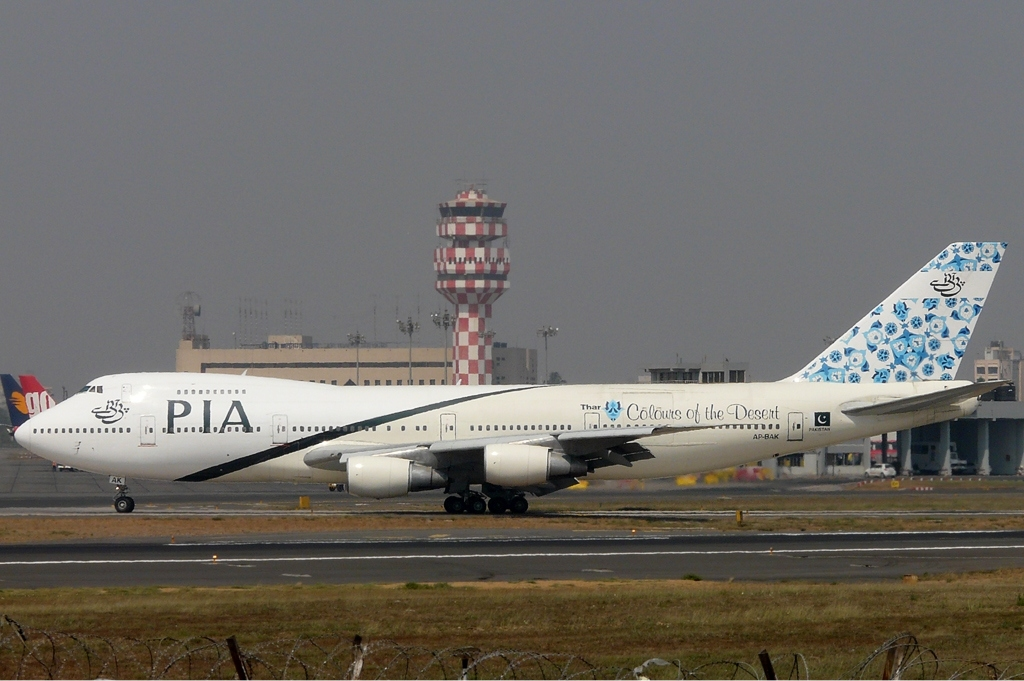
Pakistan International's Boeing 747-200

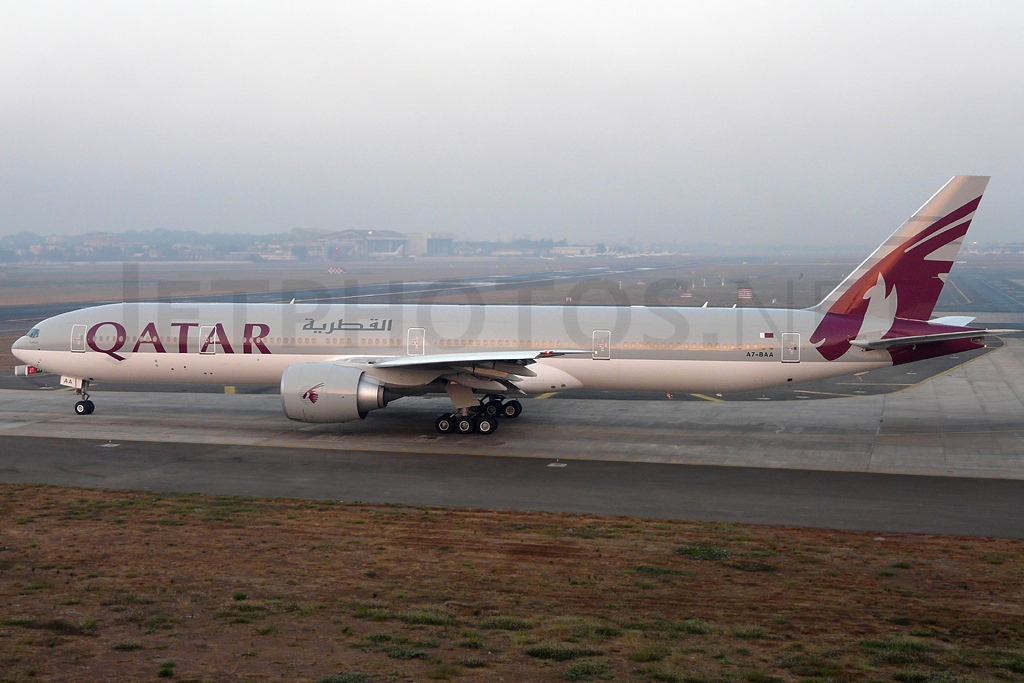
Qatar Airways Boeing 777-3DZER

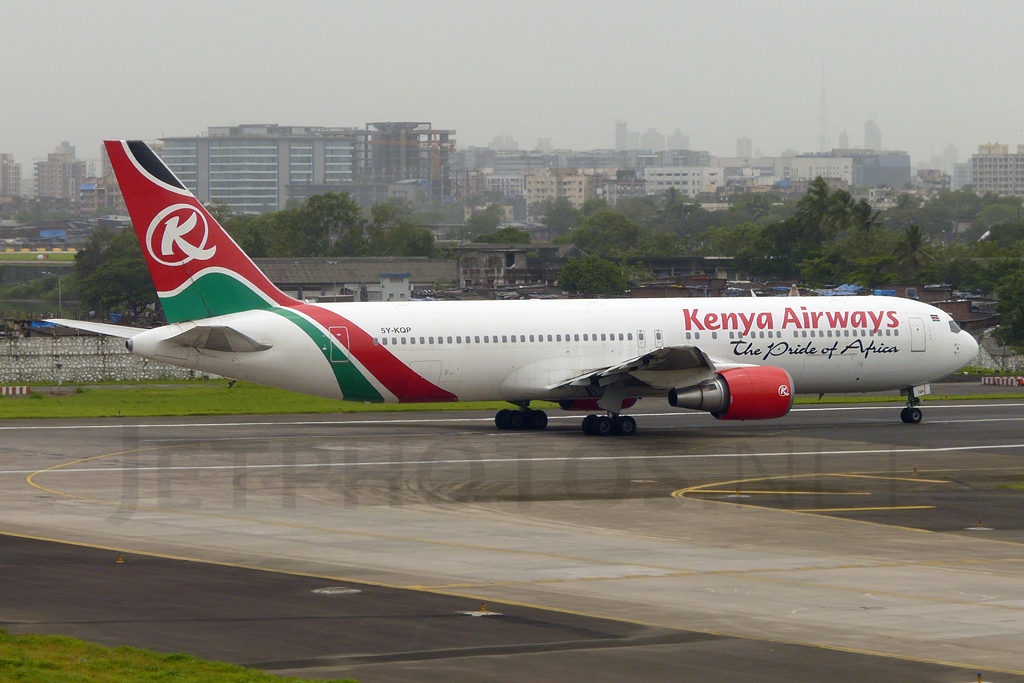
Boeing 767-38E của hãng Kenya Airways

| Hãng hàng không                     | Các điểm đến | Nhà ga |
| ----------------------------------- | --- | ------ |
| Air Arabia                          | Sharjah | 2      |
| Air China                           | Bắc Kinh-Thủ đô (bắt đầu từ ngày 25/10/ 2015), Thành Đô | 2      |
| Air France                          | Paris-Charles de Gaulle | 2      |
| Air India                           | Ahmedabad, Allahabad, Aurangabad, Bangalore, Bhopal, Bhubaneswar, Chandigarh, Chennai, Coimbatore, Delhi, Goa, Hyderabad, Indore, Jaipur, Jamnagar, Jodhpur, Kochi, Kolkata, Kozhikode, Lucknow, Madurai, Mangalore, Nagpur, Raipur, Rajkot, Ranchi, Srinagar, Thiruvananthapuram, Udaipur, Varanasi, Visakhapatnam | 1A     |
| Air India                           | Abu Dhabi, Bangkok-Suvarnabhumi, Dubai-International, Hong Kong, Jeddah, London-Heathrow, Muscat, New York-Newark Liberty, Riyadh, Singapore, Thượng Hải-Phố Đông | 2      |
| Air India Express                   | Chennai, Kochi, Kozhikode, Mangalore, Thiruvananthapuram | 1B     |
| Air India Express                   | Doha, Kuala Lumpur | 2      |
| Air Mauritius                       | Mauritius | 2      |
| Air Seychelles                      | Mahé | 2      |
| All Nippon Airways                  | Tokyo-Narita | 2      |
| Bangkok Airways                     | Bangkok-Suvarnabhumi | 2      |
| British Airways                     | London-Heathrow | 2      |
| Cathay Pacific                      | Hồng Kông | 2      |
| Druk Air                            | Paro | 2      |
| EgyptAir                            | Cairo | 2      |
| El Al                               | Tel Aviv-Ben Gurion | 2      |
| Emirates                            | Dubai-International | 2      |
| Ethiopian Airlines                  | Addis Ababa | 2      |
| Etihad Airways                      | Abu Dhabi | 2      |
| flydubai                            | Dubai-International | 2      |
| GoAir                               | Ahmedabad, Bagdogra, Bangalore, Bhubaneswar, Chandigarh, Chennai, Delhi, Goa, Guwahati, Jaipur, Jammu, Kochi, Kolkata, Leh, Lucknow, Nagpur, Port Blair, Pune, Ranchi, Srinagar | 1A     |
| Gulf Air                            | Bahrain | 2      |
| IndiGo                              | Ahmedabad, Bagdogra, Bangalore, Bhubaneswar, Chandigarh, Chennai, Coimbatore, Delhi, Goa, Guwahati, Hyderabad, Indore, Jaipur, Jammu, Kochi, Kolkata, Kozhikode, Lucknow, Nagpur, Patna, Raipur, Ranchi, Srinagar, Thiruvananthapuram, Vadodara, Varanasi, Visakhapatnam                                            | 1B     |
| IndiGo                              | Dubai-International, Muscat | 2      |
| Iran Air                            | Tehran-Imam Khomeini | 2      |
| Iraqi Airways                       | Baghdad, Najaf | 2      |
| Jet Airways                         | Ahmedabad, Amritsar, Aurangabad, Bagdogra, Bangalore, Bhavnagar, Bhopal, Bhuj, Chandigarh, Chennai, Delhi, Diu, Goa, Guwahati, Hyderabad, Indore, Jaipur, Jodhpur, Kochi, Kolkata, Lucknow, Mangalore, Nagpur, Patna, Porbunder, Pune, Ranchi, Thiruvananthapuram, Udaipur, Vadodara                                | 1B     |
| Jet Airways                         | Abu Dhabi, Bahrain, Bangkok-Suvarnabhumi, Brussels, Colombo-Bandarnaike, Dammam, Dhaka, Doha, Dubai-International, Hong Kong, Jeddah, Kathmandu, Kuwait, London-Heathrow, Muscat, New York-Newark Liberty, Paris-Charles de Gaulle, Riyadh, Singapore                                                               | 2      |
| Jet Airways vận hành bởi JetKonnect | Ahmedabad, Bangalore, Coimbatore, Goa, Hyderabad, Indore, Jammu, Kolkata, Kozhikode, Lucknow, Nagpur, Raipur, Rajkot, Srinagar | 1B     |
| Kenya Airways                       | Nairobi-Kenyatta | 2      |
| Korean Air                          | Seoul-Incheon | 2      |
| Kuwait Airways                      | Kuwait | 2      |
| Lufthansa                           | Frankfurt, Munich | 2      |
| Malaysia Airlines                   | Kuala Lumpur | 2      |
| Malindo Air                         | Kuala Lumpur | 2      |
| Oman Air                            | Muscat | 2      |
| Pakistan International Airlines     | Karachi | 2      |
| Qatar Airways                       | Doha | 2      |
| Saudia                              | Dammam, Jeddah, Riyadh Theo mùa: Medina | 2      |
| Singapore Airlines                  | Singapore | 2      |
| SpiceJet                            | Agartala, Ahmedabad, Amritsar, Bangalore, Chandigarh, Chennai, Coimbatore, Delhi, Goa, Guwahati, Hubli, Hyderabad, Jabalpur, Jaipur, Jammu, Kochi, Kolkata, Lucknow, Madurai, Mangalore, Srinagar, Surat, Thiruvananthapuram, Varanasi, Visakhapatnam                                                               | 1B     |
| SpiceJet                            | Dubai-International | 2      |
| SriLankan Airlines                  | Colombo-Bandarnaike | 2      |
| Swiss International Air Lines       | Zürich | 2      |
| Thai Airways                        | Bangkok-Suvarnabhumi | 2      |
| Turkish Airlines                    | Istanbul-Ataturk | 2      |
| United Airlines                     | New York-Newark Liberty | 2      |
| VietJet Air                         | Hà Nội, Phú Quốc, Tp.Hồ Chí Minh | 2      |
| Vistara                             | Ahmedabad, Delhi | 2      |
| Yemenia                             | Aden, Sana'a | 2      |

### Hàng hóa
| Hãng hàng không                     | Các điểm đến |
| ----------------------------------- | --- |
| Blue Dart Aviation                  | Bangalore, Chennai, Delhi, Hyderabad, Kolkata, Patna                                                                              |
| British Airways                     | London-Heathrow |
| Cathay Pacific Cargo                | Bangkok-Suvarnabhumi, Chennai, Frankfurt, Hong Kong, Sân bay quốc tế Paris-Charles de Gaulle                                      |
| DHL Aviation vận hành bởi AeroLogic | Leipzig/Halle |
| DHL Aviation vận hành bởi Atlas Air | Barcelona, Brussels, Frankfurt |
| Emirates SkyCargo                   | Dubai-Al Maktoum |
| Ethiopian Airlines Cargo            | Addis Ababa |
| Etihad Cargo                        | Abu Dhabi, Sân bay quốc tế Nội Bài, Thượng Hải-Phố Đông                                                                           |
| FedEx Express                       | Bangkok-Suvarnabhumi, Dubai-International, Quảng Châu, Hahn, Hong Kong, Memphis, Paris-Charles de Gaulle, Tokyo-Narita            |
| Lufthansa Cargo                     | Almaty, Cologne/Bonn, Frankfurt, Krasnoyarsk, Leipzig/Halle                                                                       |
| Martinair-KLM                       | Amsterdam, Hong Kong, Kuwait, Sharjah                                                                                             |
| Nordic Global Airlines              | Helsinki |
| Qatar Airways Cargo                 | Doha |
| Saudia Cargo                        | Dammam, Jeddah, Riyadh |
| Singapore Airlines Cargo            | Sharjah, Singapore |
| Turkish Airlines Cargo              | Dubai-Al Maktoum, Istanbul-Atatürk                                                                                                |
| UPS Airlines                        | Amsterdam, Bangkok-Suvarnabhumi, Barcelona, Cologne/Bonn, Dubai-International, Quảng Châu, Hahn, Hong Kong, Leipzig/Halle, Newark |